# アイントプフ

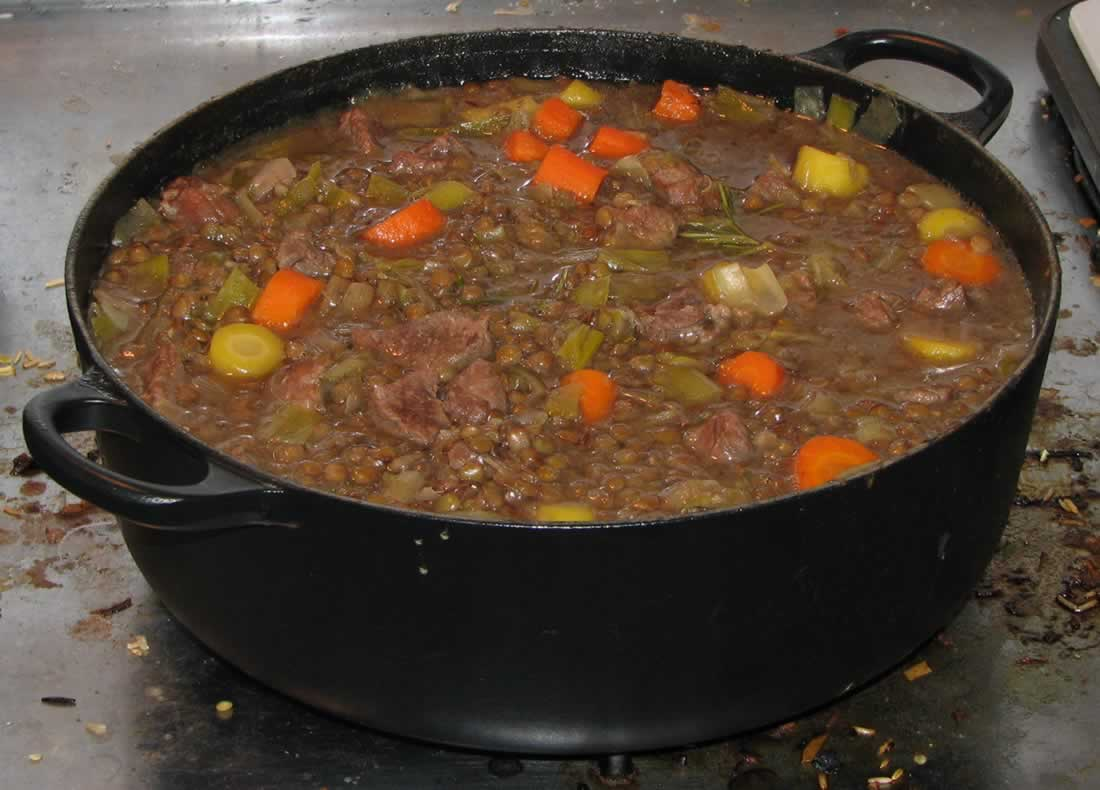
アイントプフ

アイントプフ (Eintopf) は、ドイツのごく庶民的な家庭のスープ料理。名前は、「鍋の中に投げ込んだ」ないし「（様々な具材を）一つの鍋で調理した」の意。「農夫のスープ」という呼び名もある。
ドイツソーセージ (Wurst) にジャガイモ、にんじん、タマネギ、レンズ豆などを入れて煮込んだもの。スープのベースは、トマト・コンソメなどなんでも良い。日本でいえば味噌汁のように、庶民的でかつ各家庭ごとに味の異なるものである。
自然公園の中にあるレストハウスで提供される安くて簡単な料理といえば、これが定番になる。学校・企業などの構内食堂やファーストフード店、精肉店の軽食コーナーでも供されており、さまざまなアイントプフの缶詰やレトルトパックも市販されている。さらに軍隊でも、炊事場で調理される給食として活用されてきた。反面で一般のレストランや、特に高級ドイツ料理店ではまずお目にかかれない。
ナチス政権時代のドイツでは「アイントプフの日曜日」(Eintopfsonntag) というキャンペーンが行われていた。10月から3月までの冬の期間に毎月1回、日曜日の御馳走の代わりにアイントプフを食べ、節約したお金を募金するというもので、冬季の助け合い運動と民族共同体意識を高めるためのプロパガンダとを兼ねていた。

## 参考書
- 南直人 『世界の食文化 18 ドイツ』 2003年 農山漁村文化協会 ISBN 978-4-540-03220-2
- 藤原辰史 『ナチスのキッチン 「食べること」の環境史』 2012年 水声社 ISBN 978-4-89176-900-0